# Microchilus fendleri
Microchilus fendleri är en orkidéart som beskrevs av Paul Ormerod. Microchilus fendleri ingår i släktet Microchilus och familjen orkidéer. Inga underarter finns listade i Catalogue of Life.